# بوب موزس (ناشط)
بوب موزس (بالإنجليزية: Robert Parris Moses)‏ هو ناشط أمريكي، ولد في 23 يناير 1935 في هارلم في الولايات المتحدة.
ومنذ عام 1982 طور موزس مشروع الجبر في الولايات المتحدة. وحصل على زمالة ماك آرثر وجوائز أخرى لهذا العمل الذي يعززّ تعليم مهارات علم الجبر لفئة قليلة من الطلاب اعتمادًا على تنظيم المجتمع المحلي والتعاون مع الآباء والمعلمين والطلاب.

## حياته ومسيرته المهنيّة
تخرج روبرت باريس موزس من مدرسة ستويفيزانت الثانوية في عام 1952، وحصل على شهادة البكالوريوس من كلية هاميلتون عام 1956، والماجستير في الفلسفة من جامعة هارفارد، وفي عام 1958بدأ التدريس في مدرسة هوراس مان في برونكس في مدينة نيويورك.
ذاع صيتُ موزس بوصفه واحدًا من أكثر القادة السّود نفوذًا في النّضال من أجل الحقوق المدنية، وكان لديه رؤية للقيادة الشعبية والمجتمعية. وعلى الرغم من أن أسلوب قيادة موزس كان مختلفا عن أسلوب مارتن لوثر كينغ، إلا أن كينغ قدر المساهمات التي قدمها موزس للحركة واصفًا إياها بالملهمة. قام موزس بإطلاق وتنظيم حملات تسجيل الناخبين في الجنوب والاعتصامات ومدارس الحرية للجنة التنسيق الطلابية اللاعنفية. 
أدار موزس في أواخر أيامه مشروع الجبر، وهو عبارة عن جهود متواصلة تبذل لتحسين تعليم الرياضيات في المجتمعات الفقيرة بهدف إرسال المزيد من الطلاب إلى سوق الأيدي العاملة. بدءًا من كونه ناشطًا في مجال الحقوق المدنية والانتقال إلى مؤيد وداعمٍ للفقراء من خلال عمله في مشروع الجبر، أحدث موزس ثورة في مفهوم تكافؤ الفرص ولعب دورًا حيويًّا في جعله حقيقة واقعةً.

### حركة الحقوق المدنيّة
بدأ موزس العمل مع نشطاء الحقوق المدنية في عام 1960، ليصبح سكرتيرًا ميدانيًا للجنة التنسيق الطلابية اللاعنفية، كمدير لمشروع المسيسيبي فيها عام 1961، سافر موزس إلى مقاطعتي بايك وأميت لمحاولة تسجيل الناخبين السود الذين يشكّلون الأغلبية في كلتا المقاطعتين، وعلى الرغم من أن العديد من الناس غادروا في الهجرة الكبرى في النصف الأول من القرن، فقد تم إخراجهم تمامًا من المشاركة السياسية منذ عام 1890. لقد بذل الجهود من أجل أن تشارك لجنة التنسيق الطلابية اللاعنفية في «اللاعنف المخطط»، وهي مسألة ناقشها في مقابلة مع روبرت وارن في كتابه "Who speaks for the Negro" 
حرم الديمقراطيون البيض السود من ولاية ميسيسيبي في دستورهم لعام 1890، الذي تطلب فرض ضرائب على الانتخابات، وغيرها من المعيقات والحواجز، مثل متطلبات الإقامة، واختبارات معرفة القراءة والكتابة الشخصية. الأمر الذي جعل من المستحيل تقريبًا على السود التسجيل في الانتخابات والتصويت. بعد عقود من العنف والقمع في عهد جيم كرو، وبحلول الستينيات، لم يسبب السود أي إزعاج بخصوص عملية التسجيل، وفي عام 1965، تم تسجيل شخصٍ واحد فقط من أصل أفريقي من بين 5500 في مقاطعة أميت.
واجه موزس عنفاً قاسياً وترهيبًا رسميًا، وتعرض للضرب والاعتقال في مقاطعة آميت. وكان أول أمريكي من أصل أفريقي يتحدى العنف البيض، ووجه تهم اعتداء ضد مهاجمه. برأت هيئة المُحلفين البيض جميعًا الرجل، وأبلغ القاضي موزس أنه لا يستطيع حمايته، حيث زوده بمرافقة من الحرس إلى خط المقاطعة. في الشهر التالي وتحديدًا في سبتمبر 1961. قَتل يوجين هورست المُشرع في ولاية للبيض هربرت لي، وهو مزارع بلغ من العمر 56 عامًا في ليبرتي في ميسيسيبي، وذلك في فصل تسجيل الناخبين. قتله هيرست أمام عشرات الشهود وتم تبرئته في التحقيق في ذلك اليوم، مدعيا الدفاع عن النفس؛ كانت قاعة المحكمة مليئة بالرجال البيض المسلحين. قُتل الشاهد لويس ألين في أوائل عام 1964 بعد أن تعرّض لمقاطعة ومضايقات بسبب مناقشة جريمة قتل لي مع مسؤولين فيدراليين. وقد طلب موزس ومنظمون آخرون الحماية الفيدرالية من إدارة جون كينيدي، لكن وزارة العدل لم توفرها لهم بعد ذلك.
وبحلول عام 1964، أصبح موزس مديرًا مشاركًا لمجلس المنظمات الفيدرالية، وهي منظمة جامعة تضم أكبر مجموعات الحقوق المدنية العاملة في ولاية مسيسيبي. وكقائد رئيس للجنة التنسيق الطلابية اللاعنفية، كان موزس المنظم الرئيسي لمشروع فريدوم سمر (بالإنجليزية: Freedom Summer) في مجلس المنظمات الفيدالية، والذي هدفَ إلى تحقيق تسجيل الناخبين على نطاق واسع للسود في ولاية ميسيسيبي، وفي نهاية المطاف، وضع حد للحرمان على أساس العرق. لقد خططوا للتعليم والتنظيم ووضع نظام تسجيل بسيط لإظهار رغبة الأمريكيين من أصل أفريقي في التصويت. كان موزس أحد القادة الهادئين الذين حافظوا على تركيز المجموعة.
في 21 يونيو، وبحضور العديد من المتطوعين الجدد وتدريبهم على المقاومة اللاعنفية، تم الإبلاغ عن فقد ثلاثة منهم، وهم جيمس شاني، وهو أمريكي من أصل أفريقي، واثنين من زملائه اليهود هم أندرو غودمان ومايكل شويرنر، وكلاهما من مدينة نيويورك. وكان هؤلاء الشباب الثلاثة قد ذهبوا للتحقيق في تفجير كنيسة بالقرب من فيلادلفيا، ميسيسيبي، وتم القبض عليهم بسبب مخالفات مرورية مزعومة وتم إطلاق سراحهم في تلك الليلة. وبعد تحقيقات من مكتب التحقيقات الفيدرالي، تم العثور على جثثهم المتحللة بعد ستة أسابيع، وتم دفنها في سد ترابي. كان المتطوعون خائفين، فجمعهم موزس للنقاش وأخبرهم أن هذا هو الخطر الذي واجهوه. وقال إنه بعد أن رأوا ما الذي يمكن أن يحدث لهم، فإن لديهم الحق في العودة إلى المنزل. وأكد للمتطوعين أنه لن يلومهم أحد على مغادرتهم. ولكن الجميع بقوا.
لم تكن هذه أول جريمة قتل للنشطاء في ميسيسيبي أو الجنوب بشكل عام، لكن حركة الحقوق المدنية جذبت انتباه وسائل الإعلام الوطنية بشكل متزايد، وغضب الكثير من المتطوعين الأمريكيين من أصل أفريقي من أن الدعاية على ما يبدو تستند إلى اثنين من الضحايا هما الشماليين البيض. ساعد موزس على تخفيف حدة التوترات، وكافح المتطوعون من السود والبيض الذين يعملون معًا للتمسك بفكرة اللاعنف. وكانت هذه التوترات هائلة، ولكن يمكن القول إن قيادة موزس كانت عاملاً رئيسيًا في تماسك المتطوعين.
كان لموزس دور فعال في تنظيم حزب المسيسيبي الديمقراطي الحر، وهي مجموعة تحدت مندوبي الحزب الديمقراطي البيض من الدولة في المؤتمر الوطني الديمقراطي لعام 1964، ولأن النظاميين الديمقراطيين استبعدوا لعقود الأميركيين الأفارقة من العملية السياسية في ولاية مسيسيبي، فقد أراد حزب المسيسيبي الديموقراطي الحر أن يجلس مندوبوه المنتخبون في المؤتمر. تلقى تحديهم تغطية إعلامية وطنية وسلطوا الضوء على نضال الحقوق المدنية في الدولة.
مع ذلك، منع ليندون جونسون والقيادة الديمقراطية أيًا من وفد حزب المسيسيبي الديمقراطي الحر من التصويت في المؤتمر. لقد كان موزس وبقية نشطاء لجنة التنسيق الطلابية اللاعنفية يشعرون بخيبة أمل كبيرة من هذا القرار. كما انزعج موزس من مكائد الديمقراطيين الليبراليين، الذين دعاهم إلى مجلس المنظمات الفيدرالية، وذلك لجعل عملية صنع القرار في المجلس مركزية، وهو جهد بدا أنه يقوض الديمقراطية التشاركية الشعبية للجنة التنسيق الطلابية اللاعنفية.
استقال موزس من مجلس المنظمات الفيدرالية في أواخر عام 1964. وعلق في وقت لاحق أن دوره أصبح «قويًا جدًا، مركزيًا جدًا، حتى أن الناس الذين لم يكونوا بحاجة إلي، بدأوا يعتمدون عليّ، لاستخدامي كعكاز».
في عام 1976 عاد موزس إلى الولايات المتحدة وهارفارد، واستكمل دراسته العليا في فلسفة الرياضيات. ومن ثمّ درّس الرياضيات في مدرسة ثانوية عامة في كامبريدج، ماساتشوستس، بعد أن علم من ابنته أن المدرسة لا تقدم علوم الجبر.